# Matej Tonin

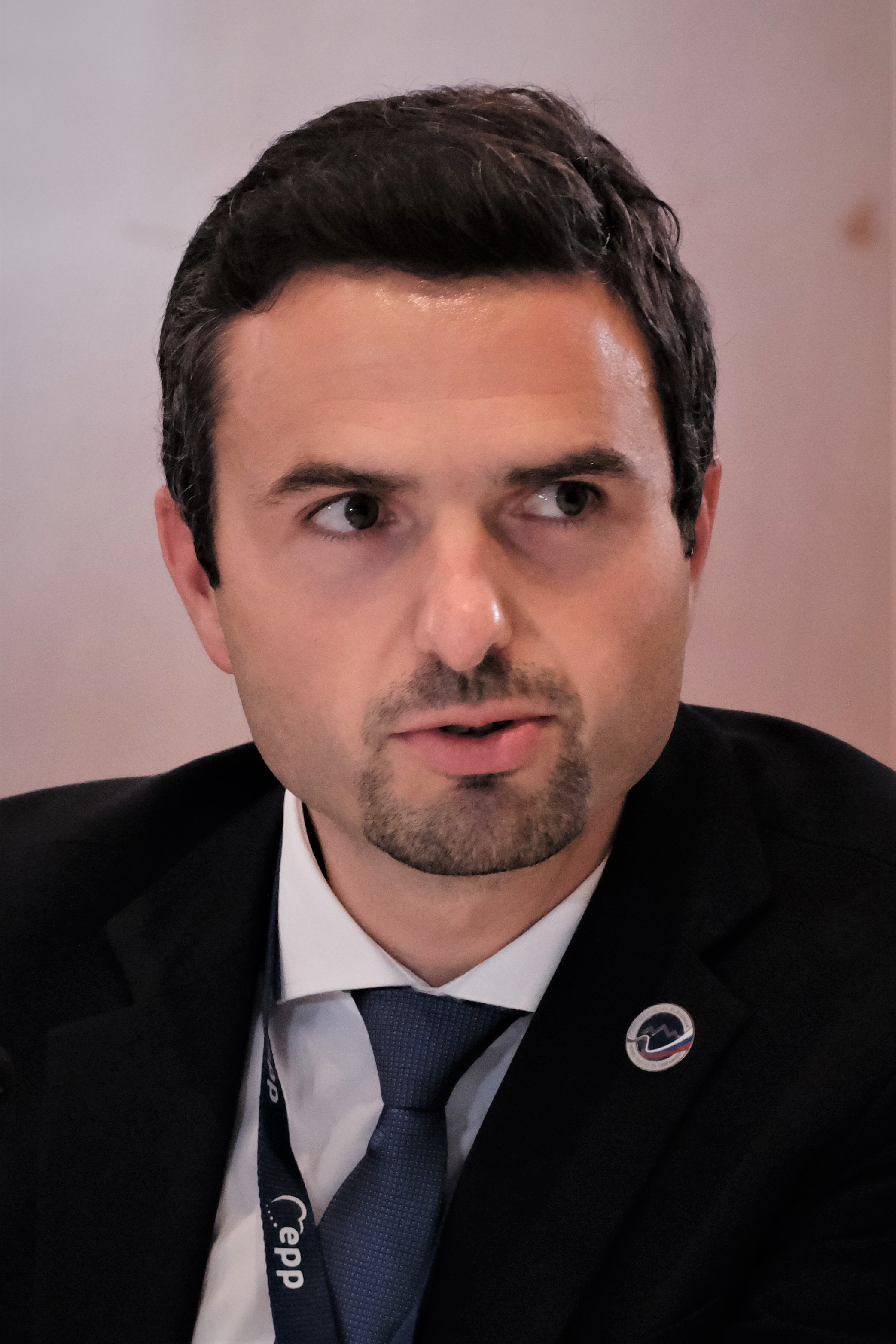
Matej Tonin (2021)

Matej Tonin (* 30. Juli 1983 in Ljubljana) ist ein slowenischer Politiker und Politologe. Er war der Verteidigungsminister der Republik Slowenien (2020–2022). Seit dem 21. April 2018 ist er auch Parteivorsitzender der Partei Neues Slowenien (NSi). Seit dem Jahr 2011 ist Tonin Abgeordneter zur Staatsversammlung der Republik Slowenien. Vom 22. Juni bis zum 23. August 2018 war er auch deren Präsident.

## Lebenslauf
Matej Tonin verbrachte seine Kindheit in Zgornji Tuhinj, einer Ortschaft in der Gemeinde Kamnik. Die Grundschule und das Gymnasium besuchte er in Kamnik. Er absolvierte sein Studium an der Fakultät für Sozialwissenschaften an der Universität Ljubljana mit seiner Magisterarbeit über die Unabhängigkeit Sloweniens und über die wirtschaftlichen Nachfolgen im Jahr 2010. Im Jahr 2008 machte er sich selbstständig und gründete das lokale Medium Kamničan.si. Er wohnt mit seiner Frau Marjeta Tonin, mit seinen 2 Töchtern und mit seinem Sohn in Zgornji Tuhinj.

## Politik
Matej Tonin ist seit dem Jahr 2001 politisch aktiv, damals schloss er sich dem NSi-Gemeinderat der Gemeinde Kamnik an. Wichtige politische Erfahrung sammelte er auch in der Jugendorganisation von NSi der Mlada Slovenija (MSi). Bei den Lokalwahlen 2006 und 2010 wurde er in den Gemeinderat der Gemeinde Kamnik gewählt. Bei den Lokalwahlen 2010 kandidierte er auch für das Bürgermeisteramt in der gemeinde Kamnik, jedoch war die Kandidatur erfolglos. Bei der Parlamentswahl in Slowenien 2008 strebte er ein Mandat in der Slowenischen Nationalversammlung an. Er bekam von allen Kandidaten der Partei Neues Slowenien am meisten Stimmen. Jedoch schaffte die NSi die 4-%-Hürde nicht und so blieb er ohne Mandat. Bei der Parlamentswahl in Slowenien 2011 erhielt er ein Direktmandat, weil er in seinem Wahldistrikt am meisten Stimmen bekam. Auch bei der Parlamentswahl in Slowenien 2014 erhielt er ein Direktmandat; bei beiden Mandaten hatte er auch die Funktion des Fraktionsvorsitzenden der NSi inne. Im Jahr 2018 wurde er Vorsitzender der Partei Neues Slowenien, nachdem Ljudmila Novak ihren Rücktritt verkündete. Beim NSi-Kongress 2018 wurde seine Präsidentschaft bestätigt. Bei der Parlamentswahl in Slowenien 2018 kam er durch die NSi-Liste in das Parlament. Am 22. Juni wurde er mit 80 Stimmen zum Präsidenten der Staatsversammlung gewählt. Als Marjan Šarec seine Minderheitsregierung gründete (Kabinett Šarec), übernahm Tonin die Führung der parlamentarischen Kommission für Nachrichten- und Sicherheitsdienste.
Matej Tonin schrieb im Jahr 2016 ein Buch mit dem Titel Upanje za Slovenijo (slowenisch für Hoffnung für Slowenien). Dort präsentierte er seine Ideen für die Verbesserung von Slowenien.

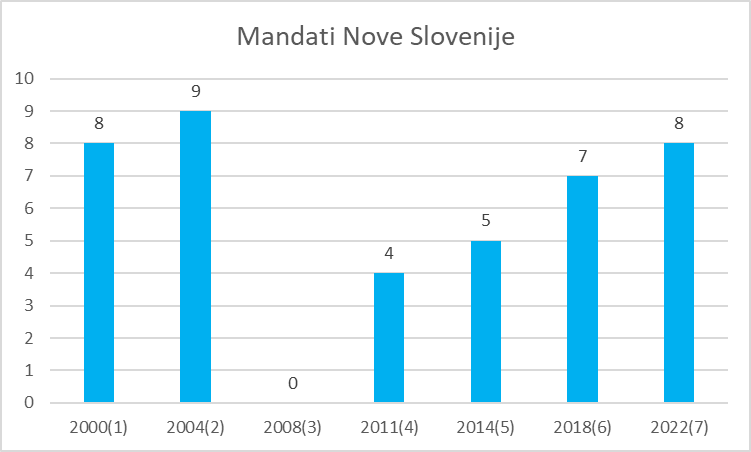
Mandati Nove Slovenije od leta 2000 do leta 2022

## Präsident von Neues Slowenien

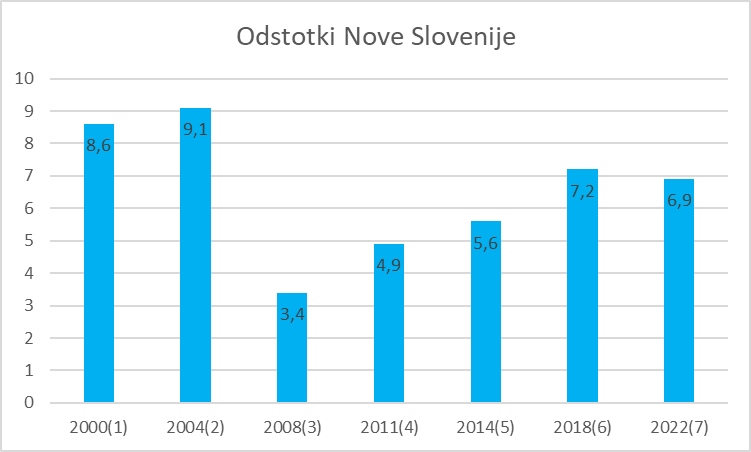
Odstotki Nove Slovenije pri DZ-volitvah od leta 2000 do leta 2022

Tonins Ziel bei der Parlamentswahl in Slowenien 2018 war es, dass die Partei 10 % bzw. 10 Mandate in der Staatsversammlung erhält und so ihre Anzahl der Abgeordneten verdoppelt – wenn nicht, würde er zurücktreten. Das Ziel wurde verfehlt; die Partei erreichte nur 7,16 % der Stimmen und konnte nur 7 von 90 Abgeordneten stellen. Damit gewann die Partei nur 1,57 Prozentpunkte, und Matej Tonin bot seinen Rücktritt an. Jedoch lehnte der Rat der Partei ab. So blieb er weiterhin Präsident der NSi. Bisher hat er sich zu einem Ziel bei der Parlamentswahl in Slowenien 2022 noch nicht geäußert. Die Partei hat bei dem Kongress 2021 das Regierungsprogramm der NSi bestätigt. Neues Slowenien war auch die erste Slowenische Partei, die in den Wahlkampf ging. Bei der Parlamentswahl in Slowenien 2022 bekam NSi 6,9 %, so verlor Neues Slowenien 0,30%p. Jedoch bekam auch einen Abgeordneten dazu, zum Vergleich mit der Parlamentswahl 2018.

## Verteidigungsminister der Republik Slowenien

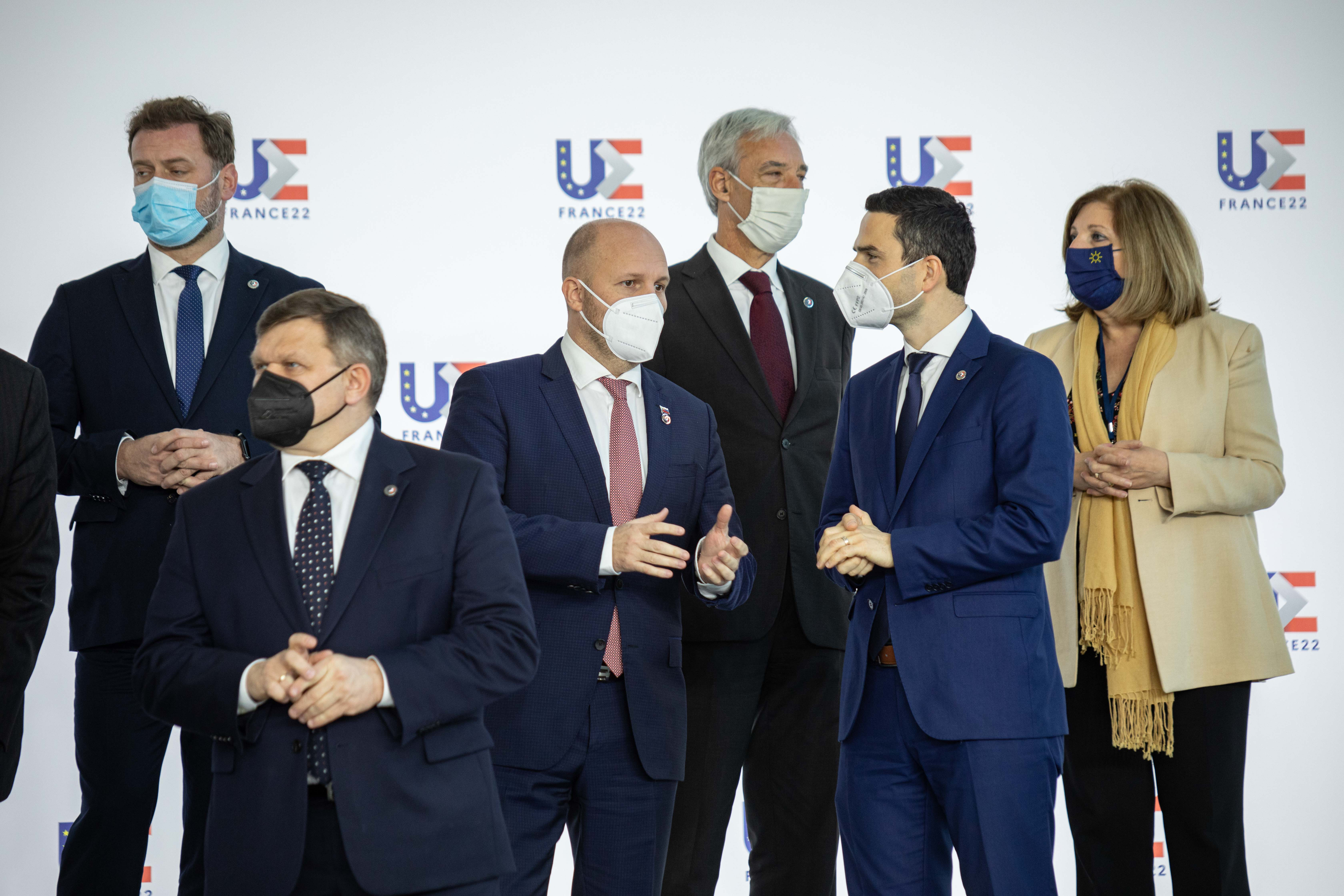
Tonin während der französischen EU-Ratspräsidentschaft.

Am 13. März 2020 wurde Tonin Verteidigungsminister der Republik Slowenien in der 14. Regierung Sloweniens (Kabinett Janša III). Tonin startete mit einer Werbekampagne, die viele als unangebracht empfanden. Tonin war in einen Militäranzug gekleidet und war voller Schmutz. Nach seinen eigenen Angaben war die Werbekampagne erfolgreich. Tonin wurde als Verteidigungsminister von der Partei Die Linke (Levica) kritisiert, vor allem wegen des Einkaufs von gepanzerten Fahrzeugen. Tonin betont immer wieder die Wichtigkeit der Armee bzw., dass die Armee der Grundstein für ein Land ist. Er betont auch, wie wenig Slowenien für Militär ausgibt und wie viel für Gesundheit. Jedoch sagt er immer, dass das richtig sei.